# 朝日町 (東京都府中市)

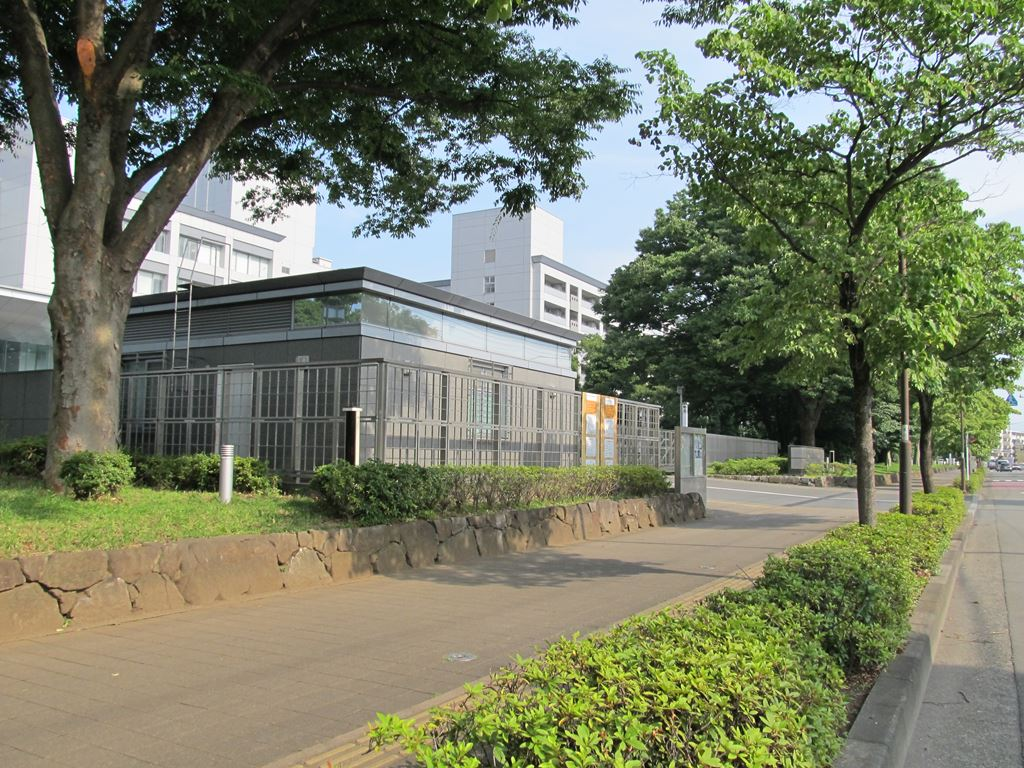
朝日町通り

朝日町（あさひちょう）は、東京都府中市の町名。現行行政地名は朝日町一丁目から朝日町三丁目。郵便番号は183-0003（武蔵府中郵便局管区）。

## 地理
府中市の東部に位置する。南から時計回りに白糸台・紅葉丘・多磨町、調布市野水及び西町に隣接する。

### 概要
府中市・調布市・三鷹市に跨っていた調布基地が、戦後に在日米軍に接収され、米軍住宅「関東村」が設置された。米軍から「関東村」の敷地が返還された後、跡地には東京外国語大学や警察大学校などの施設が多く設置されている。

### 地価
住宅地の地価は、2016年（平成28年）1月1日の公示地価によれば、朝日町1丁目8番8の地点で27万0000円/m2となっている。

## 歴史
1889年（明治22年） の町村制施行から府中市発足までは北多摩郡多磨村に属していた。1954年（昭和29年）4月1日に府中市成立により府中市の一部となり、1963年（昭和38年）に大字下染屋・押立・車返の各一部より成立。

## 世帯数と人口
2018年（平成30年）1月1日現在の世帯数と人口は以下の通りである。
| 丁目         | 世帯数    | 人口    |
| ------------ | --------- | ------- |
| 朝日町一丁目 | 816世帯   | 1,897人 |
| 朝日町二丁目 | 727世帯   | 1,432人 |
| 朝日町三丁目 | 1,514世帯 | 1,639人 |
| 計           | 3,057世帯 | 4,968人 |

## 小・中学校の学区
市立小・中学校に通う場合、学区は以下の通りとなる。
| 丁目         | 番地 | 小学校               | 中学校                 |
| ------------ | ---- | -------------------- | ---------------------- |
| 朝日町一丁目 | 全域 | 府中市立白糸台小学校 | 府中市立府中第二中学校 |
| 朝日町二丁目 | 全域 | 府中市立白糸台小学校 | 府中市立府中第二中学校 |
| 朝日町三丁目 | 全域 | 府中市立白糸台小学校 | 府中市立府中第二中学校 |

## 交通

### 鉄道
| 隣接する街区の駅             |
| ---------------------------- |
| 西武多摩川線 - 多磨駅(SW 03) |

町内に鉄道駅はないが、多磨駅が紅葉丘との境界に位置しており、多磨駅東口ロータリーは朝日町地内にある。

### バス

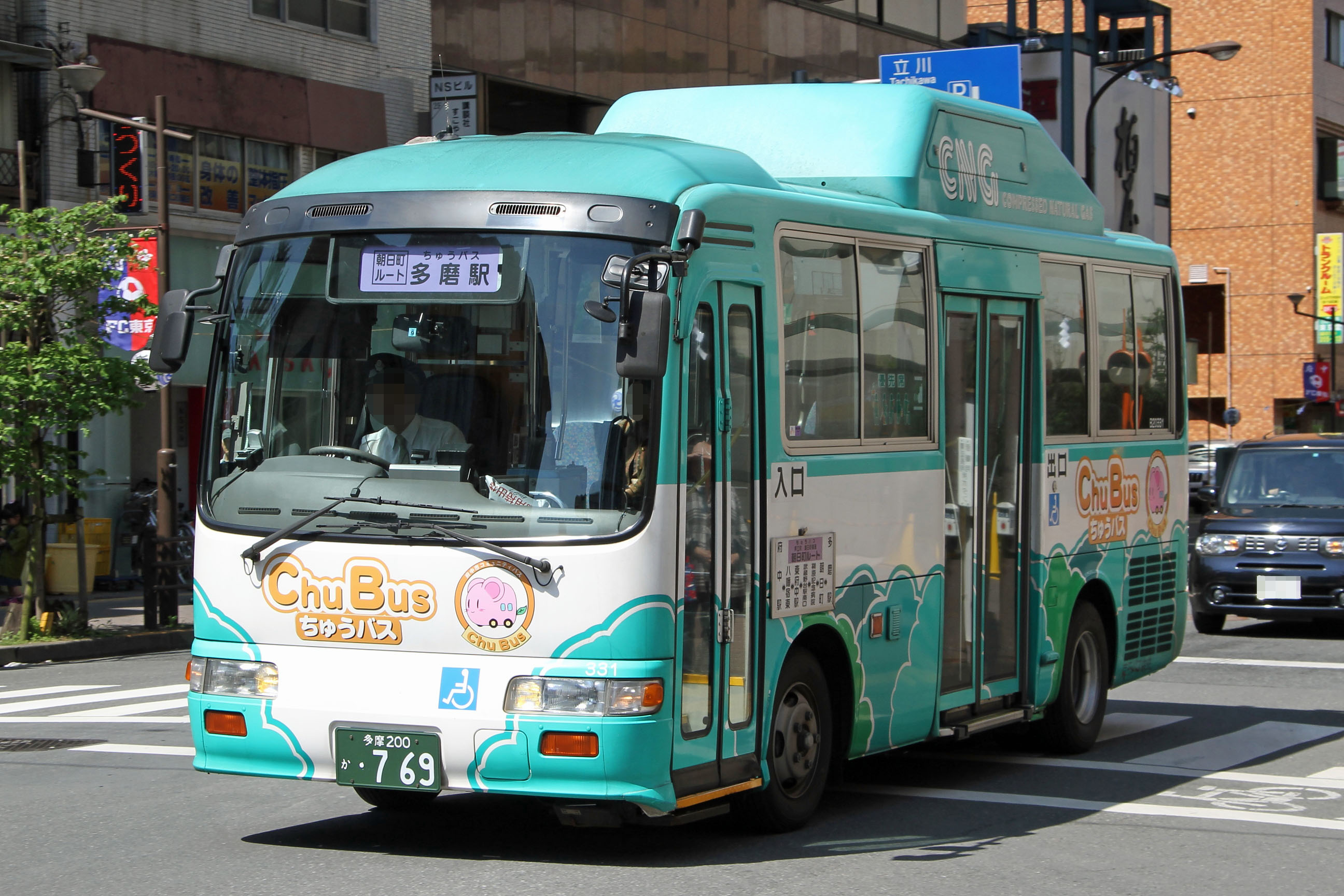
「ちゅうバス」朝日町ルートの車両

京王バス、小田急バス、府中市（ちゅうバス）により路線バスが運行されており、主に多磨駅（東口）から朝日町通りを経由する路線が設定されている。以下、町域内の停留所のみ記載。
- 小田急バス 鷹52系統[注 1]
  - （三鷹駅・野崎方面） - 多磨町一丁目 - 多磨駅入口 - 多磨駅 - 東京外国語大学前 - 朝日町 - 白糸台 - 榊原記念病院[注 2] - 調布西町[注 3] - 朝日町三丁目[注 4] - （車返団地方面[注 5]）
- 京王バス 飛02・調33系統
  - 多磨駅 - 東京外大北口[注 6] - 東京外国語大学前 - 警察大学校[注 6] - 朝日町 - 警察学校 - 白糸台 - 榊原記念病院 - 警察学校東門 - （飛田給駅方面[注 7]）
- 京王バス 飛01系統（外大循環）[注 8]
  - （飛田給駅より） → 府中けやきの森学園 → 東京外大東 → 武蔵野の森公園 → 多磨駅 → （東京外大北口→榊原記念病院は飛02と同経路、その後飛田給駅へ）
- ちゅうバス 朝日町ルート[注 9]
  - 多磨駅 - 東京外国語大学前 - 警察大学校 - 朝日町 - 警察学校[注 10] - 白糸台 - 榊原記念病院 - （武蔵野台駅・府中駅方面）

### 道路
- 朝日町通り
- 多磨駅東通り
- スタジアム通り
- 国道20号（甲州街道）
- 東京都道110号府中三鷹線（旧人見街道）

## 施設
- 東京外国語大学
- 警察庁警察大学校 - 警察庁の研修施設。
- 警視庁警察学校
- 警視庁第七機動隊
- 東京都立府中けやきの森学園
- 武蔵野の森公園

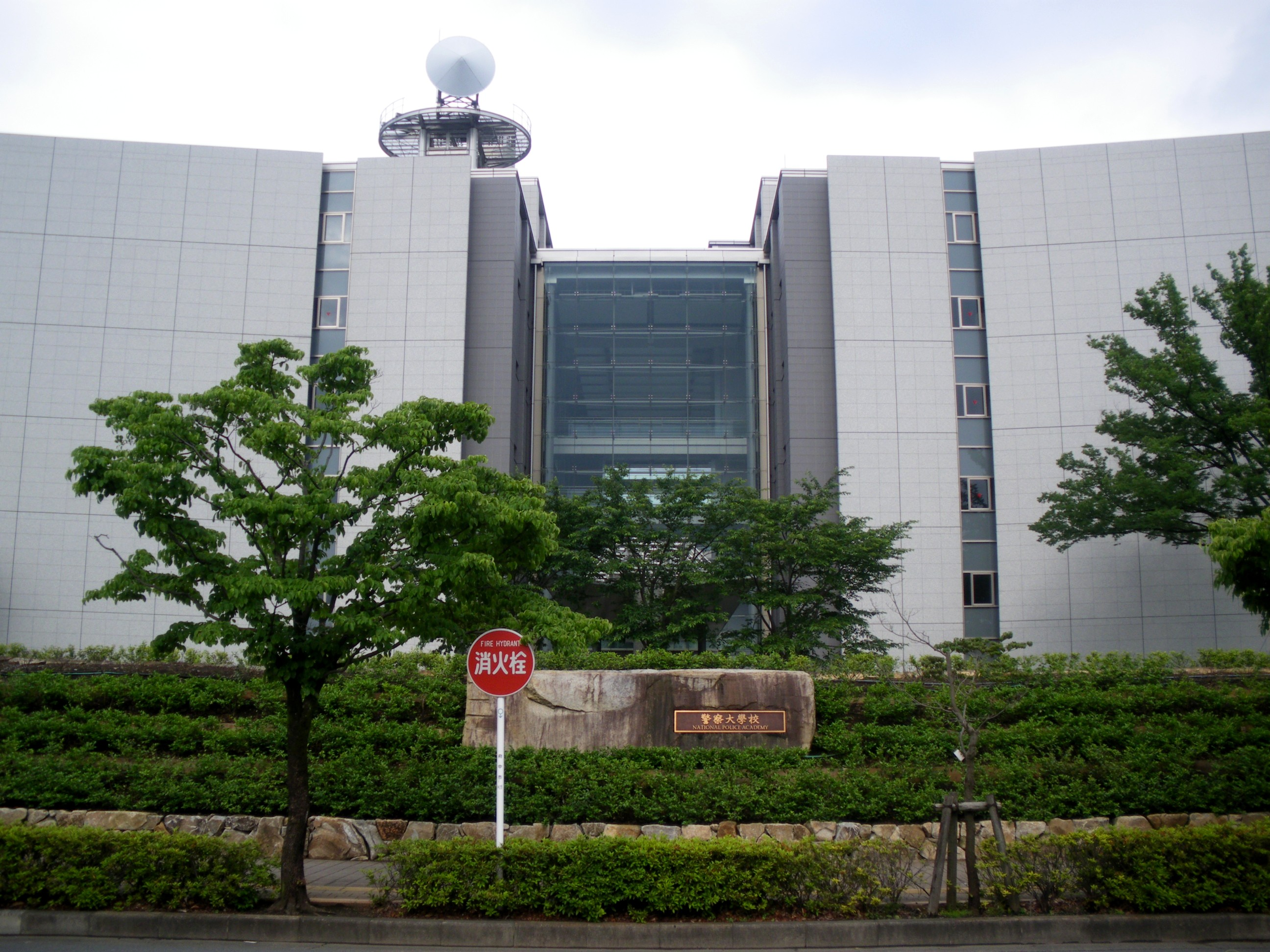
警察大学校

- あさひ苑 - 敷地が調布市西町にまたがっている。
- 榊原記念病院
- 調布飛行場
- イトーヨーカ堂が、朝日町三丁目8番に用地を取得し「（仮称）朝日町プロジェクト」として大型店舗（アリオ）の建設を予定していたが、工事中に「朝日町遺跡」が発掘され、埋蔵文化財調査のため工事が中断。当初は2021年開業予定としていたが、のちに開業予定が2022年、さらに2024年に延期。2020年現在、埋蔵文化財調査も中断され更地のままとなっている。